# Konveksan
Konveksan (lat. convexus) znači izbočen, nabrekao, ispupčen (na primjer konveksna zrcala, konveksne leće). Suprotno je konkavan.

## U matematici

### Geometrija
Skup S u Rn je konveksan ako za bilo koje dvije točke koji su elementi od S vrijedi da je dužina omeđena tim točkama podskup od S.
Geometrijsko tijelo ili geometrijski lik konveksan je ako za bilo koje dvije točke A i B sadržane u tom liku odnosno tijelu ili na njegovom rubu vrijedi da je dužina {\displaystyle {\overline {AB}}} također u njemu sadržana. Ako to ne vrijedi, lik/tijelo je konkavno.

### Analiza
Funkcija je konveksna ako je njezina druga derivacija pozitivna u čitavoj njenoj domeni. Ako je 2. derivacija u čitavoj domeni negativna, tada je funkcija konkavna. Za razliku od geometrijskih likova i tijela, funkcija može biti istovremeno niti konveksna niti konkavna (takva je većina realnih funkcija).

## Konkavan
Konkavan (lat. concavus: šupalj) znači uleknut, ugnut, izdubljen, udubljen. Suprotno je konveksan.